# إدوارد بيوتين
إدوارد بيوتين (بالفرنسية: Édouard Butin) (مواليد 13 يونيو 1988 في دول - فرنسا) لاعب كرة قدم فرنسي يلعب حاليا لصالح نادي الدرجة الأولى سوشو الفرنسي منذ 2005 في مركز المهاجم .

## روابط خارجية
- إدوارد بيوتين على موقع رابطة كرة القدم الفرنسية للمحترفين (الإنجليزية)
- إدوارد بيوتين على موقع إي إس بي إن إف سي (الإنجليزية)
- إدوارد بيوتين على موقع قاعدة بيانات كرة القدم.إي يو (الإنجليزية)
- إدوارد بيوتين على موقع ليكيب (الفرنسية)
- إدوارد بيوتين على موقع Soccerbase.com (لاعب) (الإنجليزية)
- إدوارد بيوتين على موقع Soccerway.com (الإنجليزية)
- إدوارد بيوتين على موقع عالم كرة القدم.نت (الإنجليزية)
- إدوارد بيوتين على موقع AS.com (الإسبانية)